# Jacqueline Thiédot
Jacqueline Thiédot (* 7. Juni 1925 in Roubaix; † 13. Oktober 2017) war eine französische Filmeditorin.

## Leben
Jacqueline Thiédot wurde noch im Zweiten Weltkrieg am Institut des hautes études cinématographiques in Paris ausgebildet und wurde als Schnitt-Assistentin tätig. Nach einigen Jahren wurde sie als eigenständige Editorin aktiv. Ab Mitte der 1960er Jahre war sie Stamm-Editorin für den Regisseur Claude Sautet.
Für ihre Arbeit bei ihrem letzten Film Nelly & Monsieur Arnaud wurde sie 1996 für einen César nominiert. Insgesamt wirkte sie in über 60 Produktionen mit.

## Filmografie (Auswahl)
- 1957: Luzifers Tochter (Retour de manivelle)
- 1959: Wiesenstraße Nr. 10 (Rue des Prairies)
- 1960: Taxi nach Tobruk (Un Taxi pour Tobrouk)
- 1965: Im Reich des Kublai Khan (La fabuleuse aventure de Marco Polo)
- 1966: Heiße Nächte (Soleil noir)
- 1967: Ich tötete Rasputin (J’ai toué Raspoutine)
- 1968: Tanjas Geliebter (Adolphe ou l’âge tendre)
- 1970: Die Dinge des Lebens (Les choses de la vie)
- 1971: Das Mädchen und der Kommissar (Max et les ferrailleurs)
- 1972: César und Rosalie (César et Rosalie)
- 1972: Franz
- 1974: Vincent, François, Paul und die anderen (Vincent, François, Paul...et les autres)
- 1975: Das böse Vergnügen (Le malin plaisir)
- 1976: Mado
- 1978: Eine einfache Geschichte (Une histoire simple)
- 1980: Der ungeratene Sohn (Un mauvais fils)
- 1983: Der Rammbock (Le Ruffian)
- 1983: Garçon! Kollege kommt gleich! (Garçon!)
- 1985: Gezeichnet: Charlotte (Signé Charlotte)
- 1988: Einige Tage mit mir (Quelques jours avec moi)
- 1992: Ein Herz im Winter (Un coeur en hiver)
- 1995: Nelly & Monsieur Arnaud